# Trumann
Trumann és una població dels Estats Units a l'estat d'Arkansas. Segons el cens del 2000 tenia 6.889 habitants.

## Demografia
Segons el cens del 2000, Trumann tenia 6.889 habitants, 2.734 habitatges, i 1.913 famílies. La densitat de població era de 555,3 habitants/km².
Dels 2.734 habitatges en un 32,8% hi vivien nens de menys de 18 anys, en un 50,7% hi vivien parelles casades, en un 15,5% dones solteres, i en un 30% no eren unitats familiars. En el 26,6% dels habitatges hi vivien persones soles el 12,8% de les quals corresponia a persones de 65 anys o més que vivien soles. El nombre mitjà de persones vivint en cada habitatge era de 2,49 i el nombre mitjà de persones que vivien en cada família era de 3.
Per edats la població es repartia de la següent manera: un 26,8% tenia menys de 18 anys, un 8,8% entre 18 i 24, un 26,9% entre 25 i 44, un 22,3% de 45 a 60 i un 15,1% 65 anys o més.
L'edat mediana era de 36 anys. Per cada 100 dones de 18 o més anys hi havia 84,1 homes.
La renda mediana per habitatge era de 26.533 $ i la renda mediana per família de 32.297 $. Els homes tenien una renda mediana de 26.196 $ mentre que les dones 18.828 $. La renda per capita de la població era de 12.419 $. Entorn del 17,4% de les famílies i el 21,2% de la població estaven per davall del llindar de pobresa.

## Poblacions més properes
El següent diagrama mostra les poblacions més properes.